# فاطمة الزهراء دهموس
فاطمة الزهراء دهموس هي لاعبة كرة قدم مغربية دولية، من مواليد 5 أغسطس 1992، في الرباط، تلعب في مركز خط الوسط في نادي الجيش الملكي في دوري الدرجة الأولى المغربي، لديها العديد من الألقاب الوطنية التي حصلت عليها مع النادي، وحاصلة على البطولة الوطنية المغربية سبع مرات، كما فازت بكأس العرش خمس مرات.

## مهنة دولية
شاركت في بطولة كأس الأمم الإفريقية 2022 التي أقيمت في المغرب. التي حصل المنتخب على المركز الثاني في البطولة، حيث خسر في النهائي (1-2) أمام جنوب إفريقيا في مجمع الأمير عبد الله الرياضي. اختيرت في أبريل 2023 للمشاركة في مباراتين دوليتين وديتين، الأولى ستقام في 6 أبريل 2023 في براغ والثانية ستقام في 11 أبريل 2023 في بوخارست.

## الجوائز

### مع نادي
الجيش الملكي
- البطولة الوطنية (7):
  - بطل: 2016، 2017، 2018، 2019، 2020، 2021، 2022.

- كأس العرش (5):
  - الفائز: 2016، 2017، 2018، 2019، 2020.

- دوري أبطال أفريقيا (1):
  -  الفائز: 2022
  -  المركز 3: 2021

### مع المنتخب
المغرب
- كأس عائشة بخاري
  - المركز 2: 2021

- بطولة مالطا الدولية
  - الفائز: 2022

- كأس الأمم الإفريقية
  - الوصيف: 2022

## روابط خارجية
- فاطمة الزهراء دهموس على موقع قاعدة بيانات كرة القدم.إي يو (الإنجليزية)